# Admiralitás-szigetek
Az Admiralitás-szigetek 18 tagból álló szigetcsoport a Bismarck-tengeren, Új-Guineától északra, a Csendes-óceánon. Néha nevezik Manus-szigeteknek is, a csoport legnagyobb tagjáról.
Az esőerdők borította szigetek Manus tartomány részei. Ez Pápua Új-Guinea legkisebb és legnéptelenebb tartománya, a Szigetek régióban.
Az Admiralitás-szigetek teljes területe mintegy 2100 km². Sok a szigetek közül atoll és lakatlan.

## Földrajza
Manus legnagyobb tengerszint feletti magassága 700 m (2300 ft). Vulkanikus eredetű és valószínűleg 8-10 millió évvel ezelőtt emelkedett ki a tengerből, a késő miocén idején. Anyaga vulkáni, illetve korallok építette mészkő.
A sziget és a tartomány fővárosa Lorengau. Ezt híd köti össze a közeli Los Negros-szigettel, ahol repülőtér van. A turizmus csekély, holott ez a tenger is vonzza a búvárokat. Jean-Michel Cousteau a közeli Wuvulu-szigeten időzött az 1970-es években.

### Szigetei
A szigetcsoport központjának nagy szigetei: 
- Manus-sziget
- Los Negros-sziget.

Nagyobb szigetek keleten: 
- Tong-sziget
- Pak-sziget
- Rambutyo-sziget (korábban Jesus-Maria-sziget)
- Lou-sziget  (korábban Szent György-sziget)
- Baluan-sziget

Nagyobb szigetek délen:
- Mbuke

Nagyobb szigetek nyugaton: 
- Bipi

Más jelentős szigetei: 
- Ndrova
- Pitilu
- Ponam

### Éghajlat
Éghajlata trópusi. A hőmérséklet alig ingadozik az év folyamán. A csúcs nappal 30–32 °C (86–90 °F) és éjszaka 20–24 °C (68–75 °F). Az átlagos éves csapadék mennyisége 3382 mm (133 in). Ez mutat némi szezonális ingadozást: legesősebb időszak június-augusztus.

### Élővilága
Elszigetelt helyzetük miatt az Admiralitás-szigetek esőerdői ritka és endemikus madár-, denevér- és egyéb állatfajoknak adnak otthont. A területet külön ökorégiónak tekintik: ez az Admiralitás-szigeteki esőerdő. Manus szigetén az esőerdők többsége megmaradt, de a csoport egyes kisebb szigetein kiirtották az erdőt, hogy a helyére kókuszpálmákat ültessenek. A tipikus fafajták a különböző Calophyllum és Sararanga fajok. A sziget legmagasabb kiemelkedése, a Dremsel-hegy körül 240 négyzetkilométernyi védett övezetet hoztak létre, ennek a védettségi foka azonban elegendő tanulmányozás híján nem meghatározott a UNEP Védett Területek Világadatabázisa.
Az Admiralitás-szigetek három bennszülött madárfaja szerepel a sebezhető kategóriában a kihalással fenyegetett fajok vörös listáján: a manusi legyezőfarok (Rhipidura semirubra), a feketehátú pitta (Pitta superba) és a manusi maszkos bagoly (Tyto manusi).
Három másik endemikus madárfajt a nem fenyegetett kategóriába soroltak be. Ezek: a manusi mézevő, vagy fehértarkójú mézevő (Philemon albitorques), a manusi császárlégykapó (Monarcha infelix) and manusi héjabagoly (Ninox meeki).
Madarak, amelyek főleg az Admiralitás-szigeteken élnek, de nem csak ott: a melanéz ásótyúk (Megapodius eremita), a pajzsos gyümölcsgalamb (Ptilinopus solomonensis), a sárgás császárgalamb (Ducula subflavescens), a fekete kakukkgalamb (Reinwardtoena browni), a Meek-papagáj (Micropsitta meeki), a bismarcki pápaszemesmadár (Zosterops hypoxanthus) és az Ébenfekete mézevő (Myzomela pammelaena).
A csak itt és a környező szigeteken élő emlősök közé tartozik több denevér faj, mint az admiralitás-szigeteki repülőkutya (Pteropus admiralitatum), Andersen csupaszhátú repülőkutyája (Dobsonia anderseni) és Seri szabadfarkú denevérje (Emballonura serii). Csak itt él az apró foltoskuszkusz (Spilocuscus kraemeri) és egy mozaikfarkú-patkány faj (Melomys matambuai). A szigeteknek két bennszülött 'Platymantis nemű békája is van: a Platymantis admiraltiensis és a Platymantis latro. és négy endemikus gyíkja. A manusi smaragdzöld csiga az első szárazföldi csigafaj volt, amely sebezhetőként került a Vörös listára.

## Története

### A történelem előtt
Új-Guineával, a Bismarck-szigetekkel és a Salamon-szigetekkel együtt az Admiralitás-szigetek mintegy 40 ezer évvel ezelőtt népesült be, az első hullámában annak a Délkelet-Ázsiából kiinduló népmozgásnak, amely Ausztráliát is benépesítette. Ez a korai társadalom tárót termelhetett és olyan vadon élő állatokat telepíthetett be Új-Guineából, mint a bandikutok és nagy patkányfélék. Obszidiánt gyűjtöttek, és tengeri kereskedelmet folytattak vele.
A lapita kultúra mintegy 3500 évvel ezelőtt emelkedett fel, és az Admiralitás-szigetektől Tongáig és Szamoáig terjedt. Eredete vitatott, lehet egy másik Délkelet-Ázsiából indult népvándorlás eredménye is. A lapita kultúra fazekasságáról és cölöpházairól ismert, olyan állatokat honosított meg, mint disznók, kutyák és csirkék, jelentős fejlődsét hozott a mezőgazdasági és hajózási technológiákban, ami távolsági kereskedelmet tett lehetővé. A lapita társadalom, mint különálló kultúra és kereskedelmi hálózat, mintegy kétezer évvel ezelőtt omlott össze.

### Az európai és a japán időszak

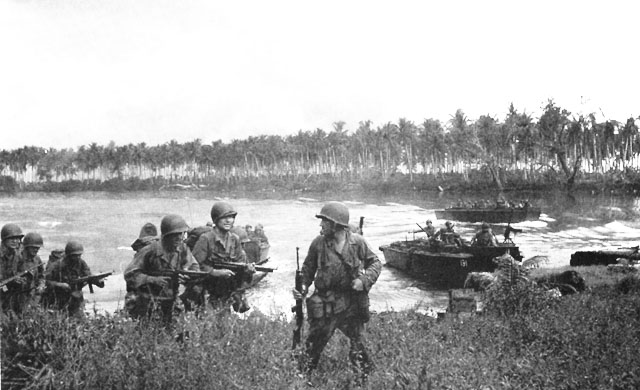
Az amerikai csapatok első hulláma partot ér a Los Negros-szigeten 1944. február 29-én

A szigetekre vetődő első európai Álvaro de Saavedra spanyol hajós volt, aki 1528 nyarán erre igyekezett visszatérni Tidoréból az amerikai Új-Spanyolországba. Saavedra a Manus-szigetet Urays la Grande néven jegyezte fel a térképen. 1616-ban feljegyzések szerint a holland hajós Willem Schouten is idelátogatott. Nevét a szigetcsoport Philip Carterettől, a Brit Királyi Haditengerészet kapitányától kapta 1767-ben.
1884 és 1914 közt a területet Német Új-Guinea német gyarmat részeként igazgatták. 1914 novemberében a szigeteket az SS Siar hajóról partraszálló Ausztrál Tengerészeti és Katonai Expedíciós Erő (Australian Naval and Military Expeditionary Force) foglalta el. A Siar géppuskasorozatai a lorengaui kicsiny német helyőrség feje fölé voltak a csata utolsó lövései. A háború után a szigeteket Ausztrália igazgatta, népszövetségi mandátummal.
A Japán Birodalom csapatai 1942. április 7-én szálltak partra a Manus-szigeten. 1944-ben a szigeteket megszálló japán erőket megtámadták és legyőzték a Szövetségesek az admiralitás-szigeteki hadműveletben (Brewer-hadművelet).

### Függetlensége
Miután Pápua Új-Guinea 1975. szeptember 16-án elnyerte a függetlenséget, az Admiralitás-szigetek ellenőrzése Ausztráliától az új államhoz került. Ma a Szigetek régió Manus tartományához tartoznak.

## Fordítás
Ez a szócikk részben vagy egészben  az   Admiralty Islands című angol Wikipédia-szócikk ezen változatának fordításán alapul.  Az eredeti cikk szerkesztőit annak laptörténete sorolja fel. Ez a jelzés csupán a megfogalmazás eredetét és a szerzői jogokat jelzi, nem szolgál a cikkben szereplő információk forrásmegjelöléseként.